# Джохор-Бару
Джохор-Бару, або Джогор-Багру (малай. Johor Bahru, араб. جوهر بهرو) — місто в Малайзії, столиця султанату Джохор на півдні Малайського півострова. Це друге за кількістю населення місто країни після столиці Куала-Лумпур, з населенням півмільйона в самому місті і близько півторамільйона в метрополісі. Місто має важливе значення для країни як промисловий, торговий, культурний і туристичний центр. До Джохору приїжджає 60 % іноземних туристів Малайзії, які проходять через мости в сусідній Сінгапур. Джохор-Бару при цьому є одним з найкрупніших промислових міст країни.

## Географія
Джохор-Бару — найпівденніше місто материкової Євразії. Джохор-Бару відділяє від Сінгапуру Джохорська протока, через яку збудовано два мости.

### Клімат
Місто знаходиться у зоні, котра характеризується вологим тропічним кліматом. Найтепліший місяць — квітень із середньою температурою 27.8 °C (82.1 °F). Найхолодніший місяць — січень, із середньою температурою 26.4 °С (79.6 °F).
| Клімат Джохор-Бару      | Клімат Джохор-Бару | Клімат Джохор-Бару | Клімат Джохор-Бару | Клімат Джохор-Бару | Клімат Джохор-Бару | Клімат Джохор-Бару | Клімат Джохор-Бару | Клімат Джохор-Бару | Клімат Джохор-Бару | Клімат Джохор-Бару | Клімат Джохор-Бару | Клімат Джохор-Бару | Клімат Джохор-Бару |
| Показник                | Січ.               | Лют.               | Бер.               | Квіт.              | Трав.              | Черв.              | Лип.               | Серп.              | Вер.               | Жовт.              | Лист.              | Груд.              | Рік                |
| Середній максимум, °C   | 31                 | 32                 | 32,5               | 32,8               | 32,5               | 32,1               | 31,5               | 31,5               | 31,5               | 31,8               | 31,3               | 30,6               | 31,8               |
| Середня температура, °C | 26,4               | 27                 | 27,4               | 27,9               | 27,8               | 27,5               | 26,9               | 26,9               | 26,9               | 27,2               | 27                 | 26,5               | 27,1               |
| Середній мінімум, °C    | 21,9               | 22                 | 22,4               | 22,9               | 23,1               | 22,9               | 22,4               | 22,4               | 22,4               | 22,6               | 22,7               | 22,4               | 22,5               |
| Норма опадів, мм        | 162.6              | 139.8              | 203.4              | 232.8              | 215.3              | 148.1              | 177                | 185.9              | 190.8              | 217.7              | 237.6              | 244.5              | 2355.5             |
| Днів з дощем            | 11                 | 9                  | 13                 | 15                 | 15                 | 12                 | 13                 | 13                 | 13                 | 16                 | 17                 | 15                 | 162                |
| ----------------------- | ------------------ | ------------------ | ------------------ | ------------------ | ------------------ | ------------------ | ------------------ | ------------------ | ------------------ | ------------------ | ------------------ | ------------------ | ------------------ |
| Джерело: Weatherbase    |                    |                    |                    |                    |                    |                    |                    |                    |                    |                    |                    |                    |                    |

## Історія
Джохор-Бару був заснований в 1855 Теменггунгом Даєнг Ібрагімом, батьком Абу Бакара, одного з найвідоміших малайських султанів. Місто називалось Танджунг-Путері, утворилося на місці невеличкого малайського рибацького поселення. Султан Абу Бакар Джохорський змінив назву міста на Джохор-Бару і проголосив його столицею свого султанату в 1866, залишивши свою столицю в Телук-Беланга на території Сінгапуру.
Султан Абу Бакар досягнув успіху у відносинах з британцями и китайцями, заохочуючи інвестиції в сільське господарство, що призвело до процвітання султанату.

## Населення
Населення міста складається з 45 % малайців, 41.5 % китайців, 7.1 % індійців и 6.4 % інших народів.
Китайці представлені декількома етнічними групами, як і в Сінгапурі.